# Гррррррррррр!!
«Гррррррррррр!!» (англ. Grrrrrrrrrrr!!) — картина в стиле поп-арт, созданная американским художником Роем Лихтенштейном в 1965 году. Она выполнена маслом и акриловой краской «Magna» на холсте. Имеющая размеры 172,7 на 142,6 см работа ныне находится в коллекции Музея Соломона Гуггенхейма в Нью-Йорке. На ней изображена смотрящая прямо на зрителя рассерженная собака, рычание которое проиллюстрировано ономатопеической лексикой. Сюжет для картины был заимствован Лихтенштейном из комикса «Our Fighting Forces», как и для нескольких других его работ.

## История
По данным Фонда Лихтенштейна первоисточником для создания картины «Гррррррррррр!!» послужил рисунок комикса «Our Fighting Forces», из номера 66, опубликованного в феврале 1962 года издательством «National Periodical Publications» (ныне «DC Comics»). На нём была видна только часть головы собаки, а текстовый баллон и содержал ономатопеическую лексику «Grrrrr!». В дополнение к самой картине Лихтенштейн также создал небольшой (14,6 на 11,4 см) этюд, графитом на бумаге.
Картина была подарена Музею Соломона Гуггенхейма после смерти Лихтенштейна в 1997 году согласно данному в 1992 году обещанию. Музей использовал работу «Гррррррррррр!!» в рекламных плакатах к выставке 1993 года «Рой Лихтенштейн: ретроспектива» (англ. Roy Lichtenstein: A Retrospective), которая проходила с 7 октября 1993 года по 16 января 1994 года. Другими известными выставками, где демонстрировалась эта работа, были «Рандеву: Шедевры из Центра Жоржа Помпиду и музеев Гуггенхайма» (англ. Rendezvous: Masterpieces from the Centre Georges Pompidou and the Guggenheim Museums), проходившая с 16 октября 1998 года по 24 января 1999 года в Музее Соломона Гуггенхайма в Нью-Йорке, а также «Искусство в Америке: 300 лет инноваций» (англ. Art in America: 300 Years of Innovation), которая проводилась в нескольких музеях Китая с 2007 по 2008 год.
Картина появилась на обложке журнала «ARTnews» за ноябрь 1993 года.

## Детали

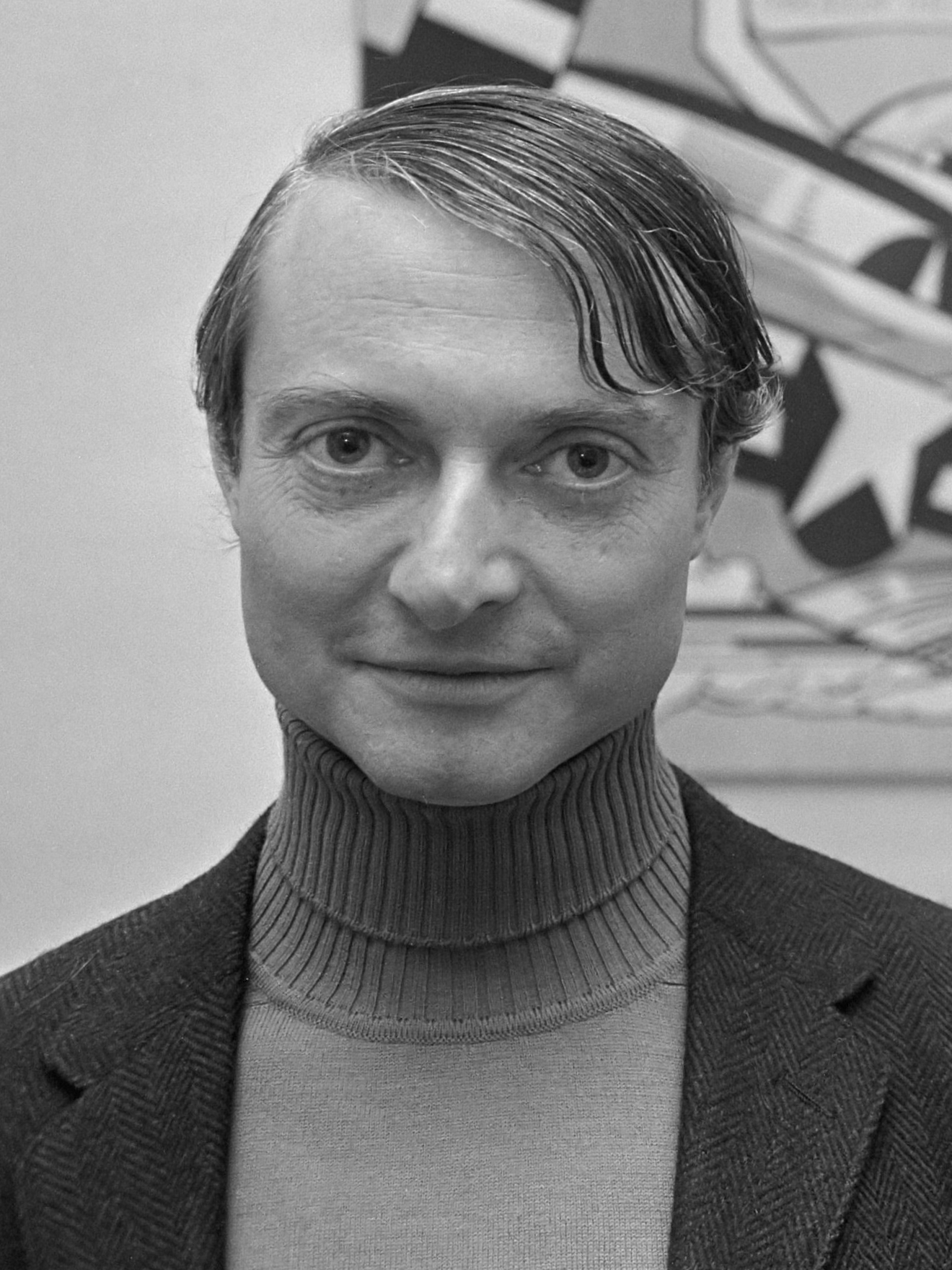
Рой Лихтенштейн в 1967 году.

Хотя источником для «Гррррррррррр!!» послужило то, что старший куратор Музея Соломона Гуггенхайма Сьюзан Дэвидсон назвала «низкосортным комиксом», служившим традиционным для работ Лихтенштейна, картина по её словам представляет собой увлечение Лихтенштейна «атомным языком точек Бен-Дей, чёрными контурами и тремя основными цветами как простейшим набором инструментов для малобюджетных коммерческих образов».
По мнению Дженнифер Блессинг из Музея Соломона Гуггенхайма в создании произведения искусства из материала, причисляемого к низкому жанру, имела своя доля юмора и игривость, которая одинаково очевидна в звукоподражательной подписи и воинственном выражении собаки в «Гррррррррррр!!».

## Связанные работы
В 1962 году появилась работа Лихтенштейна «Арррррф!» (англ. Arrrrrff!), написанная маслом и карандашом на холсте, также изображающая собаку из комикса «Our Fighting Forces». Собаку зовут Pooch, морда которой показана в профиль с текстовым баллоном над ней: «Sniff--Sniff--Sniff--Sniff--Arrrrrff!». Рисунок, послуживший источником для Лихтенштейна, был опубликован в номере 69, вышедшем в июле 1962 года. «Арррррф!» был продан на аукционе Кристис в 1996 году за $420 500 тайному покупателю.